# Водяная ящерица
Водяная ящерица, или водяной легуан (лат. Intellagama lesueurii) — вид ящериц семейства агамовых. Видовое название дано в честь французского путешественника Шарля Александра Лесюёра (1778—1846).

## Описание
Встречается в восточных штатах Австралии. Живёт возле воды. Легко адаптируется к присутствию людей. Самцы территориальны.
Светло-зелёные с тёмными полосами на спине и хвосте. Заметен спинной гребень. Подвид P. l. lesueurii имеет тёмную полосу за глазами, а у подвида P. l. howitti вместо этого тёмные полосы по обе стороны от его горла имеют жёлтые, оранжевые и синие пятна. Нижняя часть тела самца имеет красный цвет, что становится видно, когда ящерица поднимает голову в территориальном поведении. Способна погружаться под воду до 90 мин.
Сезон спаривания зимой. Весной, как правило, самка вырывает нору глубиной около 10—15 см в мягкой почве на освещённом солнцем месте и откладывает от 6 до 18 яиц. В брачный сезон самки становятся очень агрессивными, чтобы отвлечь любых потенциальных хищников от нападения на детёнышей. Молодые ящерицы собираются группами по 3—8 особей.